# Accident d'une Caravelle de Royal Air Maroc
L'accident d'une Caravelle de Royal Air Maroc s'est produit le 22 décembre 1973, lorsqu'une Sud-Aviation SE 210 Caravelle opéré par Sobelair, pour le compte de Royal Air Maroc, s'est écrasée contre une montagne près de l'aéroport de Tanger-Ibn Battouta, au Maroc, causant la morts des 106 personnes à bord de l'appareil.
Il s'agit, à l'époque, de la catastrophe aérienne la plus meurtrière de l'histoire du Maroc, jusqu'à la catastrophe aérienne d'Agadir survenue deux ans plus tard. Il s'agit également du pire accident aérien impliquant une compagnie aérienne belge, ainsi que du deuxième crash aérien le plus meurtrier impliquant une Caravelle.

## Avion
L'appareil impliqué est une Sud-Aviation SE 210 Caravelle VI-N, immatriculée OO-SRD, âgée de 12 ans. Son vol inaugural a eu lieu le 23 février 1961, et il a été livré à Sobelair cinq jours plus tard.

## Accident
L'avion a été loué à Royal Air Maroc pour effectuer un vol charter reliant Paris, en France, à Casablanca, au Maroc, avec une escale prévue à Tanger. La plupart des 98 passagers présents à bord sont des étudiants et des ouvriers marocains, ainsi que des touristes français se rendant au Maroc pour les fêtes de Noël. La quasi-totalité des huit membres d'équipage sont belges, à l'exception d'une hôtesse de l'air de nationalité marocaine. 
L'avion a entamé la phase d'approche, de nuit et par temps pluvieux, sur la piste 28 de l'aéroport de Tanger-Ibn Battouta. Pendant la descente, l'avion a effectué un virage trop tardif et est alors entré dans une zone montagneuse. L'équipage s'est vu attribuer un circuit d'attente, à une altitude de sécurité de 3 000 pieds (910 m). L'équipage a ensuite été autorisé pour l'atterrissage et l'avion a repris sa descente. 
Finalement, à 22h10 heure locale, l'avion s'est écrasé sur le flanc d'une montagne, à une altitude de 2 300 à 2 400 pieds (700 à 730 m), située à 40 km à l'est de l'aéroport, tuant sur le coup les 106 passagers et membres d'équipage à bord.